# Canton d'Aire-sur-la-Lys
Le canton d'Aire-sur-la-Lys est une circonscription électorale française située dans le département du Pas-de-Calais et la région Hauts-de-France.

## Géographie
Ce canton est organisé autour d'Aire-sur-la-Lys dans les arrondissements de Béthune et Saint-Omer. Son altitude varie de 16 m (Aire-sur-la-Lys) à 132 m (Ligny-lès-Aire).

## Histoire
Le canton d'Aire-sur-la-Lys a été créé au XIXe siècle sous le nom de « canton d'Aire ».
Un nouveau découpage territorial du Pas-de-Calais entre en vigueur à l'occasion des premières élections départementales suivant le décret du 24 février 2014. Les conseillers départementaux sont, à compter de ces élections, élus au scrutin majoritaire binominal mixte. Les électeurs de chaque canton élisent au Conseil départemental, nouvelle appellation du Conseil général, deux membres de sexe différent, qui se présentent en binôme de candidats. Les conseillers départementaux sont élus pour 6 ans au scrutin binominal majoritaire à deux tours, l'accès au second tour nécessitant 12,5 % des inscrits au 1er tour. En outre la totalité des conseillers départementaux est renouvelée. Ce nouveau mode de scrutin nécessite un redécoupage des cantons dont le nombre est divisé par deux avec arrondi à l'unité impaire supérieure si ce nombre n'est pas entier impair, assorti de conditions de seuils minimaux. Dans le Pas-de-Calais, le nombre de cantons passe ainsi de 77 à 39. Le nombre de communes du canton d'Aire-sur-la-Lys passe de 14 à 17.
Le nouveau canton d'Aire-sur-la-Lys est formé de communes des anciens cantons d'Aire-sur-la-Lys (3 communes), de Norrent-Fontes (13 communes) et de Lillers (1 commune). Avec ce redécoupage administratif, le territoire du canton s'affranchit des limites d'arrondissements : trois communes appartiennent à l'arrondissement de Saint-Omer (Aire-sur-la-Lys, Wittes et Roquetoire) et les quatorze autres appartiennent à l'arrondissement de Béthune (Blessy, Estrée-Blanche, Guarbecque, Isbergues, Lambres, Liettres, Ligny-lès-Aire, Linghem, Mazinghem, Quernes, Rely, Rombly, Saint-Hilaire-Cottes, Witternesse). Le bureau centralisateur est situé à Aire-sur-la-Lys.

## Représentation

### Conseillers d'arrondissement (de 1833 à 1940)
Le canton d'Aire-sur-la-Lys avait deux conseillers d'arrondissement au XIXeme siècle. 
| Période          | Période      | Identité                              | Étiquette       | Qualité |
| ---------------- | ------------ | ------------------------------------- | --------------- | --- |
| 1833             | 1850 (décès) | Bonaventure Joseph Tharel (1794-1850) |                 | Notaire, propriétaire, adjoint au maire d'Aire-sur-la-Lys                                                   |
| 1833             | 1852         | Henri Joseph Darque                   |                 | Propriétaire, fabricant de sucre indigène, maire de Quiestède                                               |
|                  |              |                                       |                 | |
|                  | 1888         | André Louis Faucquette                | Républicain     | Propriétaire Maire d'Aire-sur-la-Lys (1881-1884 et 1888-1904)                                               |
| 1888             | 1896         | M. Warenghem                          |                 | Maire d'Aire-sur-la-Lys                                                                                     |
| 1896             | 1904         | Jules Alfred Bienaimé                 | Républicain     | Adjoint au maire d'Aire-sur-la-Lys                                                                          |
| 1904             | 1913         | Abel Delbende (1858-1921)             | Libéral         | Brasseur, négociant en vins, maire d'Aire-sur-la-Lys                                                        |
| 14 octobre 1913  | 1928         | Louis Lapouille (1875-1945)           | Républicain     | Cultivateur, propriétaire, maire d'Herbelles                                                                |
| 1928             | 1931         | Auguste Bar (1875-1952)               | Union nationale | Juge au Tribunal civil de Dunkerque, adjoint au maire d'Aire-sur-la-Lys                                     |
| 29 novembre 1931 | 1940         | Jules Houssin (1891-1949)             | Républicain     | Industriel, négociant en grains, conseiller municipal d'Aire-sur-la-Lys                                     |
| 1940             |              |                                       |                 | Les conseils d'arrondissement ont été suspendus par la loi du 12 octobre 1940 et n'ont jamais été réactivés |

### Conseillers généraux de 1833 à 2015

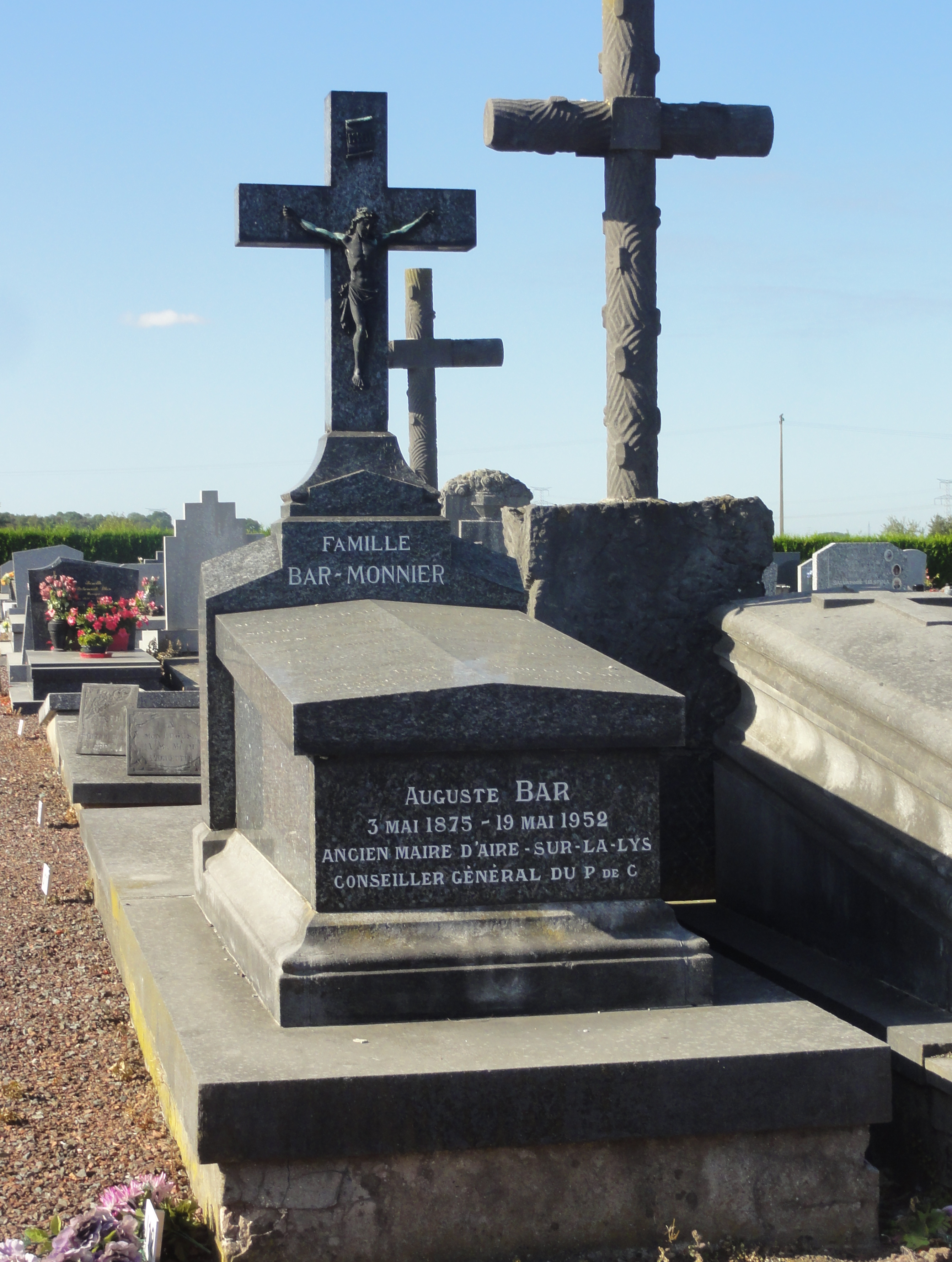
Tombe d'Auguste Bar au cimetière d'Orchies. Son père portant le même nom, maire d'Arleux, repose également dans cette tombe.

| Période | Période          | Identité                                                     | Étiquette    | Qualité |
| ------- | ---------------- | ------------------------------------------------------------ | ------------ | --- |
| 1833    | 1842             | Charlemagne Dallennes (1772-1858)                            |              | Propriétaire, maire d'Aire-sur-la-Lys (1823-1825)                                                                         |
| 1842    | 1842 (démission) | Edouard Auguste Baudens (1799-1877)                          |              | Docteur-médecin chirurgien des armées Propriétaire à Paris (originaire d'Aire-sur-la-Lys)                                 |
| 1842    | 1852             | Hippolyte Mahieu-Milon                                       |              | Propriétaire, négociant, maire d'Aire-sur-la-Lys (1832-1844)                                                              |
| 1852    | 1870             | Chevalier Régis Levasseur de Bambecque-Mazinghem (1808-1884) |              | Propriétaire, maire de Mazinghem                                                                                          |
| 1870    | 1871             | Augustin Joseph Labitte                                      | Droite       | Cultivateur à Westrehem                                                                                                   |
| 1871    | 1883             | Théophile Lambert (1811-1894)                                | Droite       | Notaire Maire d'Aire-sur-la-Lys (1871-1879)                                                                               |
| 1883    | 1888 (décès)     | Augustin Joseph Labitte                                      | Droite       | Cultivateur à Westrehem                                                                                                   |
| 1888    | 1907             | André Louis Faucquette                                       | Républicain  | Propriétaire Maire d'Aire-sur-la-Lys (1881-1884 et 1888-1904), conseiller d'arrondissement                                |
| 1907    | 1913 (décès)     | Joseph Ledoux                                                | Républicain  | Malteur à Aire-sur-la-Lys                                                                                                 |
| 1913    | 1921 (décès)     | Abel Delbende                                                | Droite       | Brasseur - Maire d'Aire-sur-la-Lys (1910-1921)                                                                            |
| 1922    | 1931             | Edmond Lefebvre du Prey                                      | URD          | Avocat à Saint-Omer Député (1909-1927) - Sénateur (1927-1944) Ministre de 1921 à 1924 Maire de Saint-Omer (1912-1919)     |
| 1931    | 1940             | Auguste Bar (1875-1952)                                      | RG           | Juge au Tribunal civil de Dunkerque Maire d'Aire-sur-la-Lys Nommé conseiller départemental en 1943                        |
|         |                  |                                                              |              | |
| 1945    | 1970             | Paul Blondel (1899-1972)                                     | SFIO         | Employé puis contremaître aux aciéries d'Isbergues Maire d'Aire-sur-la-Lys (1953-1971)                                    |
| 1970    | 2001             | François-Xavier Bécuwe (1929-2021)                           | RI puis DVD  | Commerçant Maire d'Aire-sur-la-Lys (1971-2001)                                                                            |
| 2001    | 2008             | Françoise Henneron                                           | UDF puis UMP | Secrétaire Maire de Roquetoire (1995-2008) Sénatrice (2001-2011)                                                          |
| 2008    | 2015             | Jean-Claude Dissaux                                          | app. PS      | Ingénieur en chef à la retraite Maire d'Aire-sur-la-Lys depuis 2008 Président de la communauté de communes du pays d'Aire |

### Représentation après 2015
| Période élective | Période élective | Mandat | Mandat   | Identité            | Nuance | Nuance | Qualité |
| ---------------- | ---------------- | ------ | -------- | ------------------- | ------ | ------ | --- |
| 2015             | 2021             | 2015   | 2021     | Jean-Claude Dissaux |        | DVG    | Ingénieur en chef retraité Président de la CC du pays d'Aire, maire d'Aire-sur-la-Lys Treizième Vice-président du Conseil départemental : voirie, infrastructures, mobilité |
| 2015             | 2021             | 2015   | 2021     | Florence Wozny      |        | DVG    | Fonctionnaire Maire-adjointe d'Aire-sur-la-Lys |
| 2021             | 2028             | 2021   | en cours | Jean-Claude Dissaux |        | DVG    | Conseiller sortant 10ème Vice-Président du conseil départemental |
| 2021             | 2028             | 2021   | en cours | Florence Wozny      |        | DVG    | Conseillère sortante |

### Elections de mars 1994
|  | François-Xavier BECUWE* | UDF | 7 134 | 57,76%  |  |  |
|  | Gérald VERROUST         | PS  | 3666  | 29,621% |  |  |
|  | Henri COLLIER           | PCF | 787   | 6,36    |  |  |
|  | Élisabeth DIEU          | FN  | 777   | 6,27    |  |  |
|  |                         |     |       |         |  |  |

#### Élections de mars 2015
À l'issue du 1er tour des élections départementales de 2015, deux binômes sont en ballotage : Evelyne Geronnez et Hervé Mahelle (FN, 26,97 %) et Jean-Claude Dissaux et Florence Wozny (DVG, 26,19 %). Le taux de participation est de 54,92 % (12 978 votants sur 23 629 inscrits) contre 51,81 % au niveau départemental et 50,17 % au niveau national.
Au second tour, Jean-Claude Dissaux et Florence Wozny (DVG) sont élus avec 61,02 % des suffrages exprimés et un taux de participation de 55,16 % (7 118 voix pour 13 037 votants et 23 635 inscrits).

#### Élections de juin 2021
Le premier tour des élections départementales de 2021 est marqué par un très faible taux de participation (33,26 % au niveau national). Dans le canton d'Aire-sur-la-Lys, ce taux de participation est de 40,43 % (9 511 votants sur 23 527 inscrits) contre 35,19 % au niveau départemental. À l'issue de ce premier tour,  le binôme constitué de Jean-Claude Dissaux et Florence Wozny (DVG, 65,52 %), est élu avec 65,52 % des suffrages exprimés.

## Composition

### Composition avant 2015

Le canton d'Aire-sur-la-Lys dans l'arrondissement de Saint-Omer avant 2015.

Le canton d'Aire-sur-la-Lys regroupait 14 communes.
| Nom                         | Code Insee | Codepostal | Superficie (km2) | Population (dernière pop. légale) | Densité (hab./km2) |
| --------------------------- | ---------- | ---------- | ---------------- | --------------------------------- | ------------------ |
| Aire-sur-la-Lys (chef-lieu) | 62014      | 62120      | 33,38            | 10 006 (2012)                     | 300                |
| Clarques                    | 62226      | 62129      | 6,96             | 300 (2012)                        | 43                 |
| Ecques                      | 62288      | 62129      | 12,59            | 2 032 (2012)                      | 161                |
| Herbelles                   | 62431      | 62129      | 4,55             | 514 (2012)                        | 113                |
| Heuringhem                  | 62452      | 62575      | 5,79             | 1 325 (2012)                      | 229                |
| Inghem                      | 62471      | 62129      | 3,19             | 431 (2012)                        | 135                |
| Mametz                      | 62543      | 62120      | 9,53             | 1 991 (2012)                      | 209                |
| Quiestède                   | 62681      | 62120      | 2,83             | 642 (2012)                        | 227                |
| Racquinghem                 | 62684      | 62120      | 5,32             | 2 319 (2012)                      | 436                |
| Rebecques                   | 62691      | 62120      | 4,84             | 464 (2012)                        | 96                 |
| Roquetoire                  | 62721      | 62120      | 10,71            | 1 895 (2012)                      | 177                |
| Thérouanne                  | 62811      | 62129      | 8,37             | 1 104 (2012)                      | 132                |
| Wardrecques                 | 62875      | 62120      | 3,72             | 1 189 (2012)                      | 320                |
| Wittes                      | 62901      | 62120      | 3,92             | 870 (2012)                        | 222                |

### Composition à partir de 2015
Le canton d'Aire-sur-la-Lys comprend désormais dix-sept communes entières.
| Nom                                     | Code Insee | Intercommunalité                       | Superficie (km2) | Population (dernière pop. légale) | Densité (hab./km2) | Modifier                                    |
| --------------------------------------- | ---------- | -------------------------------------- | ---------------- | --------------------------------- | ------------------ | ------------------------------------------- |
| Aire-sur-la-Lys (bureau centralisateur) | 62014      | CA du Pays de Saint-Omer               | 33,38            | 9 568 (2022)                      | 287                | modifier les données · modifier les données |
| Blessy                                  | 62141      | CA de Béthune-Bruay, Artois-Lys Romane | 5,39             | 904 (2022)                        | 168                | modifier les données · modifier les données |
| Estrée-Blanche                          | 62313      | CA de Béthune-Bruay, Artois-Lys Romane | 5,32             | 906 (2022)                        | 170                | modifier les données · modifier les données |
| Guarbecque                              | 62391      | CA de Béthune-Bruay, Artois-Lys Romane | 5,46             | 1 375 (2022)                      | 252                | modifier les données · modifier les données |
| Isbergues                               | 62473      | CA de Béthune-Bruay, Artois-Lys Romane | 14,37            | 8 653 (2022)                      | 602                | modifier les données · modifier les données |
| Lambres                                 | 62486      | CA de Béthune-Bruay, Artois-Lys Romane | 4,37             | 1 066 (2022)                      | 244                | modifier les données · modifier les données |
| Liettres                                | 62509      | CA de Béthune-Bruay, Artois-Lys Romane | 3,07             | 368 (2022)                        | 120                | modifier les données · modifier les données |
| Ligny-lès-Aire                          | 62512      | CA de Béthune-Bruay, Artois-Lys Romane | 8,04             | 564 (2022)                        | 70                 | modifier les données · modifier les données |
| Linghem                                 | 62517      | CA de Béthune-Bruay, Artois-Lys Romane | 3,63             | 205 (2022)                        | 56                 | modifier les données · modifier les données |
| Mazinghem                               | 62564      | CA de Béthune-Bruay, Artois-Lys Romane | 5,19             | 458 (2022)                        | 88                 | modifier les données · modifier les données |
| Quernes                                 | 62676      | CA de Béthune-Bruay, Artois-Lys Romane | 2,75             | 429 (2022)                        | 156                | modifier les données · modifier les données |
| Rely                                    | 62701      | CA de Béthune-Bruay, Artois-Lys Romane | 4,83             | 459 (2022)                        | 95                 | modifier les données · modifier les données |
| Rombly                                  | 62720      | CA de Béthune-Bruay, Artois-Lys Romane | 1,15             | 50 (2022)                         | 43                 | modifier les données · modifier les données |
| Roquetoire                              | 62721      | CA du Pays de Saint-Omer               | 10,71            | 1 967 (2022)                      | 184                | modifier les données · modifier les données |
| Saint-Hilaire-Cottes                    | 62750      | CA de Béthune-Bruay, Artois-Lys Romane | 7,24             | 823 (2022)                        | 114                | modifier les données · modifier les données |
| Witternesse                             | 62900      | CA de Béthune-Bruay, Artois-Lys Romane | 5,47             | 620 (2022)                        | 113                | modifier les données · modifier les données |
| Wittes                                  | 62901      | CA du Pays de Saint-Omer               | 3,92             | 985 (2022)                        | 251                | modifier les données · modifier les données |
| Canton d'Aire-sur-la-Lys                | 6201       |                                        | 124,29           | 29 400 (2022)                     | 237                | modifier les données                        |

## Démographie

### Démographie avant 2015
| 1982   | 1990   | 1999   | 2006   | 2011   | 2012   |
| ------ | ------ | ------ | ------ | ------ | ------ |
| 20 167 | 22 257 | 23 256 | 23 759 | 24 866 | 25 082 |

### Démographie depuis 2015
En 2022, le canton comptait 29 400 habitants, en évolution de −2,02 % par rapport à 2016 (Pas-de-Calais : −0,72 %, France hors Mayotte : +2,11 %).
| 2013   | 2018   | 2022   |
| ------ | ------ | ------ |
| 30 083 | 29 653 | 29 400 |